# Mauro Bosco
Mauro Bosco, pseudonimo di Giuseppe Bosco (Torino, 12 maggio 1938), è un attore e doppiatore italiano.

## Biografia
Formatosi all'Accademia d'arte drammatica "Silvio D'Amico" tra il 1962 al 1964, ha avuto come maestro l'attore e doppiatore Romolo Costa. Entrato nella compagnia diretta da Guglielmo Morandi, ha parallelamente cominciato a lavorare come attore per cinema e televisione. In ambito teatrale è stato diretto da registi di spessore come Mario Landi e Franco Molè. 
Attivo come doppiatore nelle società di Roma, è stato la voce di molti villain in film d'animazione, tra cui McLeach in Bianca e Bernie nella terra dei canguri, Rasputin in Anastasia e Liquidator nella serie animata Darkwing Duck.

## Filmografia

### Cinema
- Le voci bianche, regia di Pasquale Festa Campanile (1964)
- La cena delle beffe, regia di Guglielmo Morandi (1965)
- La più grande rapina del West, regia di Maurizio Lucidi (1967)
- La notte pazza del conigliaccio, regia di Alfredo Angeli (1967)
- Piccola città, regia di Silverio Blasi (1968)
- 5 bambole per la luna d'agosto, regia di Mario Bava (1970)
- Roy Colt & Winchester Jack, regia di Mario Bava (1970)
- Le belve, regia di Giovanni Grimaldi (1972)
- Bisturi - La mafia bianca, regia di Luigi Zampa (1973)
- Un'età da sballo, regia di Angelo Pannacciò (1983)
- Roller Wings: vivere sui pattini, regia di Stefania Casini (1988)
- Splendor, regia di Ettore Scola (1989)
- Assolto per aver commesso il fatto, regia di Alberto Sordi (1992)
- Eclissi totale, regia di Piero Nardi (1992)
- C'è Kim Novak al telefono, regia di Riki Roseo (1993)
- L'ultimo amante, regia di Enrico Le Pera – cortometraggio (2012)

### Televisione
- Vivere insieme – serie TV, episodio Dopo fu trasmissione (1963)
- Biblioteca di Studio Uno, regia di Antonello Falqui - episodio I tre moschettieri (1964)
- Le avventure di Laura Storm – serie TV, episodio Diamanti a gogò (1965)
- Madame Curie, regia di Guglielmo Morandi – miniserie TV (1966)
- Il pane bianco, regia di Claudio Fino – film TV (1966)
- Luisa Sanfelice, regia di Leonardo Cortese (1966)
- Breve gloria di Mister Miffin, regia di Anton Giulio Majano (1967)
- I racconti del maresciallo, regia di Mario Landi – miniserie TV (1968)
- Stasera Fernandel, regia di Camillo Mastrocinque – miniserie TV (1969)
- Poly a Venezia – serie TV (1970)
- Pronto Emergenza – serie TV, episodio 1x04 (1980)
- Turno di notte – serie TV, episodio 1x06 (1987)
- Big Man – serie TV, episodio 1x04 (1988)
- La piovra 5 - Il cuore del problema, regia di Luigi Perilli - episodio 1 (1990)
- I ragazzi del muretto – serie TV, episodio 1x06 (1991)
- Amico mio – serie TV (1993)
- Passioni – serial TV (1993)
- Le ragazze di Miss Italia, regia di Dino Risi – film TV (2002)
- Tutti i sogni del mondo, regia di Paolo Poeti – miniserie TV (2003)
- Il maresciallo Rocca – serie TV, episodio 4x03 (2003)
- Elisa di Rivombrosa  – serie TV (2005)
- Enrico Mattei - L'uomo che guardava al futuro, regia di Giorgio Capitani – miniserie TV (2009)
- Don Matteo – serie TV, episodio 7x15 (2009)
- Il peccato e la vergogna - serie TV (2014)

## Teatro
- I Cenci di Antonin Artaud
- Amleto di William Shakespeare
- Così è se vi pare di Luigi Pirandello
- Biondissimamente tua di Paolo Limiti
- Charles del divino amore, a cura di Franco Molè

## Doppiaggio

### Cinema
- Carmen Argenziano in Abuso di potere
- Josè De Abreu in Condannato a vivere
- Marco St. John in The Badge - Inchiesta scandalo
- Richard Schiff in People I Know
- James Hong in Grosso guaio a Chinatown
- William Forsythe in La pistola nella borsetta
- Angelo Badalamenti in Mulholland Drive
- Jean-Luc Horvais in Salsa
- Roger Parrott in Il discorso del re
- Keith Brunsmann in Ticked Out
- Tom Kemp in Manchester by the Sea
- Ted Levine in Linea di sangue
- Richard Jenkins in Il sentiero dei ricordi
- Michael Ironside in Una mente perversa
- Andreas Katsulas in Tutta colpa del fattorino
- Axel Prahl in Il Barone Rosso
- Ron Silver in I dinamitardi
- Kevin J. O'Connor in Caccia spietata
- Clarence Williams III in Half Baked
- Ralph Riach in Good - L'indifferenza del bene
- John Saxon in La mamma è un lupo mannaro!
- James Remar in Hellraiser 5: Inferno
- Muse Watson in The Presence
- Dennis Chan in Kickboxer 2 - Vendetta per un angelo
- Rahim Hussein in Bekas
- Sam Shepard in Darling Companion
- Dobromiv Manev in La strana storia di Olga O
- Capitano della finanza in L'insegnante al mare con tutta la classe

### Film tv
- Ralph Bellamy in L'immortale
- James Rebhorn in Comanche Moon
- Clive Wood in The Lion in Winter - Nel regno del crimine
- William B. Davis in The Web - Incontri pericolosi
- John Dehner in Il fantomatico Edward Sims
- Adrian Sparks in Just Ask My Children
- Jean-Marc Bory in Cenerentola
- Al Fiorentini in Diana - La principessa del popolo

### Film d'animazione
- Percival McLeach in Bianca e Bernie nella terra dei canguri
- Monsieur D'Arque ne La bella e la bestia
- Rasputin in Anastasia
- Koopa Prete -Super Mario Bros. - Peach-hime kyushutsu dai sakusen! (Doppiaggio Originale 2002)

### Serie televisive
- Conrad Bain in Il mio amico Arnold (st. 5-8)
- Stephen J. Cannell in Renegade
- Adam West in La grande vallata
- Jimmy Smits in L.A. Law - Avvocati a Los Angeles
- James Handy in Alias
- Thom Christopher in Buck Rogers
- John Amos in Good Times
- Roy Thinnes ne L'ombra della notte
- Gilbert Sicotte in Fortir
- Simon Westaway in Underbelly
- Jimmy Araki in Megaloman
- Michael Gothard in Artù re dei Britanni
- Edward Winter in Project UFO

### Cartoni animati e anime
- Dick Dastardly in La Caccia al Tesoro di Yoghi
- Liquidator e Talponi in Darkwing Duck
- Arbutus in Aladdin
- Dexter in Flipper & Lopaka
- Jimmy Blamhammer in Kim Possible
- Toshiko Hazuki in Mila e Shiro - Due cuori nella pallavolo
- Professor Moriarty in Il fiuto di Sherlock Holmes
- Don Vito Gamberone in La sirenetta - Le nuove avventure marine di Ariel
- Daisaku Kuruma (1ª voce) in Grand Prix e il campionissimo
- Sayonji in Falco il super bolide
- Comandante Domon in Blue Noah mare spaziale
- Dr. Frank, Mario e padre di Anthony in Candy Candy
- Zoltar ne LaGatchaman - Battaglia dei pianeti
- Dr. Waitazuki e Black Demon in Supercar Gattiger
- Professor Shiki in Guyslugger
- Sig. Ross in Jenny la tennista
- Duca Filippo d'Orleans in Lady Oscar
- Labi in UFO Diapolon - Guerriero spaziale
- Re Luigi XVI e Conte Beaujouer ne Il Tulipano Nero
- Ryogi in Io sono Teppei!
- Sig. Kenton in Tutti in campo con Lotti
- Professor Scoccia in Juny peperina inventatutto
- Gokaro in Dominion Tank Police
- Ambasciatore in Spiriti & Affini S.r.l.: Società a razionalità Limitata
- Marchese De Silva in Jolanda, la figlia del Corsaro Nero
- Kimama in Burn-Up Excess
- JetFire in Transformers: Armada, Transformers: Energon e Transformers: Cybertron
- Woodman in MegaMan NT Warrior, MegaMan NT Warrior Axess
- Kawaji Toshiyoshi in Kenshin - Samurai vagabondo: The Movie
- Vari personaggi nella serie animata, Gesù: Un regno senza confini.